# 忘れ咲き
『忘れ咲き』（わすれざき）は、GARNET CROWの17枚目のシングル。2004年11月17日に発売された。

## 解説
4thアルバム『I'm waiting 4 you』からの先行シングル。
5度目の『名探偵コナン』タイアップ使用曲。
この楽曲のキーワードは「懐かしさ」。風景描写を大切にしたいという意向から、CDのブックレットを18ページのフォトブックレット仕様にしたり、PVをあたかもアルバムをめくるかのように一枚一枚画像を表示するなど、こだわりを見せた。また、鉄道道路併用橋として知られる「赤川鉄橋」で撮影されたAZUKIの画像も挿入されている。

## 収録曲
1. 忘れ咲き
  - 作詞：AZUKI七 / 作曲：中村由利 / 編曲：古井弘人

読売テレビ・日本テレビ系全国ネットアニメ『名探偵コナン』エンディングテーマ[1]
2. Flower
  - 作詞：AZUKI七 / 作曲：中村由利 / 編曲：古井弘人
3. 祭りのじかん
  - 作詞：AZUKI七 / 作曲：中村由利 / 編曲：古井弘人
4. 忘れ咲き (Instrumental)

## 収録アルバム
忘れ咲き
- I'm waiting 4 you
- Best
- THE BEST OF DETECTIVE CONAN 3 〜名探偵コナン テーマ曲集3〜
- THE BEST History of GARNET CROW at the crest...
- THE ONE 〜ALL SINGLES BEST〜
- GARNET CROW REQUEST BEST
- GARNET CROW BEST OF BALLADS

Flower
- GOODBYE LONELY 〜Bside collection〜